# Libra (moeda)

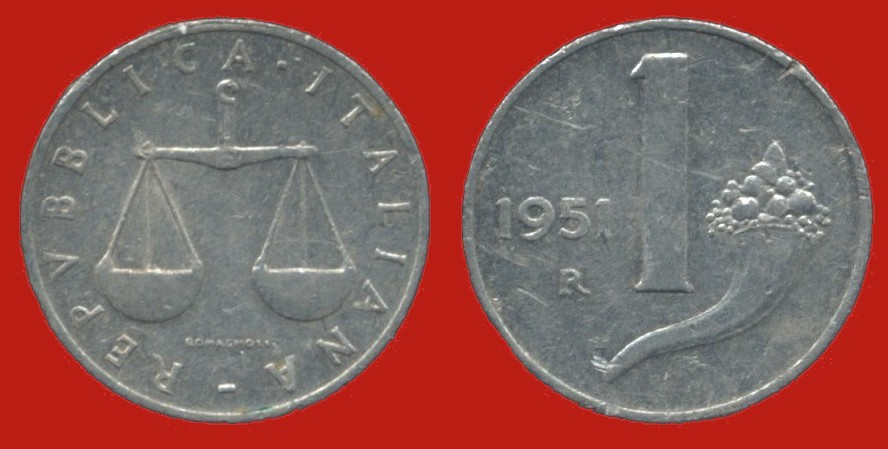
1 Libra italiana de 1951

A libra é uma unidade monetária baseada na prata, cujos valor e subdivisões variam histórica e geograficamente. A palavra deriva do baixo latim libra (século X). Seu símbolo é "£".
Originalmente, seu valor correspondia a cerca de 0,33 kg (uma libra romana) de prata.
Hoje "libra" pode se referir a um certo número de moedas relacionadas com a libra esterlina ou a diversas outras moedas, atualmente extintas. Os termos libra e lira têm a mesma raiz etimológica - a palavra latina.

## Moedas atuais
- Libra esterlina - (em inglês pound) simbolizada por "£", é a unidade monetária do Reino Unido (GBP).
  - Libra de Santa Helena
  - Libra das Malvinas
  - Libra da Ilha de Man
  - Libra de Gibraltar
  - Libra de Guérnsei
  - Libra de Jérsei
- Libra cipriota - unidade monetária do Chipre (CYP).
- Libra egípcia - unidade monetária do Egipto (EGP)
- Libra libanesa - unidade monetária do Líbano (LBP).
- Libra maltesa - unidade monetária de Malta (MTL).
- Libra síria - unidade monetária da Síria (SYP).
- Libra turca - unidade monetária da Turquia (TRL).

## Moedas históricas
Essa é uma lista parcial de antigas moedas denominadas libra.
- Libra bizantina era a moeda mais frequentemente usada como unidade de conta para grandes somas de dinheiro. Era dividida em 72 nomismas, e seu peso era de 324,72 gramas.[1].
- Libra francesa era dividia em 20 sous, sendo cada sou dividido em 12 deniers, e cada libra valendo, portanto, 240 deniers. Uma libra correspondia realmente a uma libra-peso de prata (cerca de 409 gramas). Mas, com o tempo, o valor da libra monetária alterou-se e deixou de corresponder a uma libra-peso de prata. Já na década de 1790, a libra correspondia a apenas 1/18 do seu valor em 1266.
- Libra australiana (até 1966, substituída pelo dólar australiano) nota: a libra australiana também foi utilizada nas ilhas Gilbert e Ellice, em Nauru, Novas Hébridas e Papua-Nova Guiné. A libra australiana foi substituída nas Novas Hébridas em 1977 pelo franco de Novas Hébridas.
- Libra das Bahamas (até 1966, substituída pelo dólar das Bahamas)
- Libra de Barbados (até 1950, substituída pelo dólar de Barbados)
- Libra de Bermuda (até 1970, substituída pelo dólar de Bermuda)

## Moedas alternativas
Estimuladas pelo movimento Transition Towns (Cidades de transição), algumas cidades britânicas têm lançado uma moeda alternativa, a fim de estimular a economia local. Em geral elas são denominadas libra, acrescidas do nome da cidade.
- Libra de Totnes
- Libra de Lewes